# Künische Freibauern
Die Künischen Freibauern (tsch. Králováci) meistens Künische genannt, sind Angehörige einer Volksgruppe im Böhmerwald. Die Künischen siedelten sich im 14. Jahrhundert, möglicherweise schon seit dem 11. Jahrhundert im Künischen Gebirge an, waren dem König und Kaiser untertan, kultivierten die Wildnis und sicherten die Grenzen. Über Jahrhunderte bildete sich eine, von den anderen Sudetendeutschen verschiedene Kultur, deren charakteristischen Züge sich beispielsweise in der Architektur, Tracht und Tradition widerspiegeln. Die Tracht der Künischen unterscheidet sich deutlich von den umliegenden Nachbarn. Sie bestand aus einer schwarzen, ledernen Kniehose, schwarzen Stiefeln, roter Weste und einem blauen Gehrock. Den Kopf zierte ein breitkrempiger, schwarzer Filzhut.
Das Gebiet der Künischen Freibauern bestand seit 1617 aus den acht Gerichten St. Katharina (Svatá Kateřina), Hammern (Hamry), Eisenstraß (Hojsova Stráž), Seewiesen (Javorná), Haidl (Zhůří), Kochet (Kochánov), Stadln (Stodůlky) und Stachau (Stachy). Seit dem 18. Jahrhundert waren die königlichen Freigerichte Altstadln, Neustadln und Stachau schutzuntertänig mit dem Gut Stubenbach vereinigt.
Das Wappen der Künischen besteht aus einem grünen Schild, auf dem ein roter, böhmischer Löwe abgebildet ist.
Als freie Bauern hatten sie eine Reihe von Privilegien: sie waren z. B. keine Leibeigenen und durften eigene Gerichte abhalten. „Künisch“ leitet sich von „die Königlichen“ ab. Im Zuge der allgemeinen Bauern-Emanzipation des 19. Jahrhunderts wurden ihre Privilegien überflüssig, die 1848 aufgehoben wurden.
Ihr Wahlspruch lautete: „Niemands Herr und niemands Knecht, das ist künisch Bauernrecht!“
In Folge der Vertreibung nach dem Zweiten Weltkrieg wurden die Nachfahren der Künischen Freibauern aus ihrer Heimat vertrieben.